# Richardsgatans bibliotek

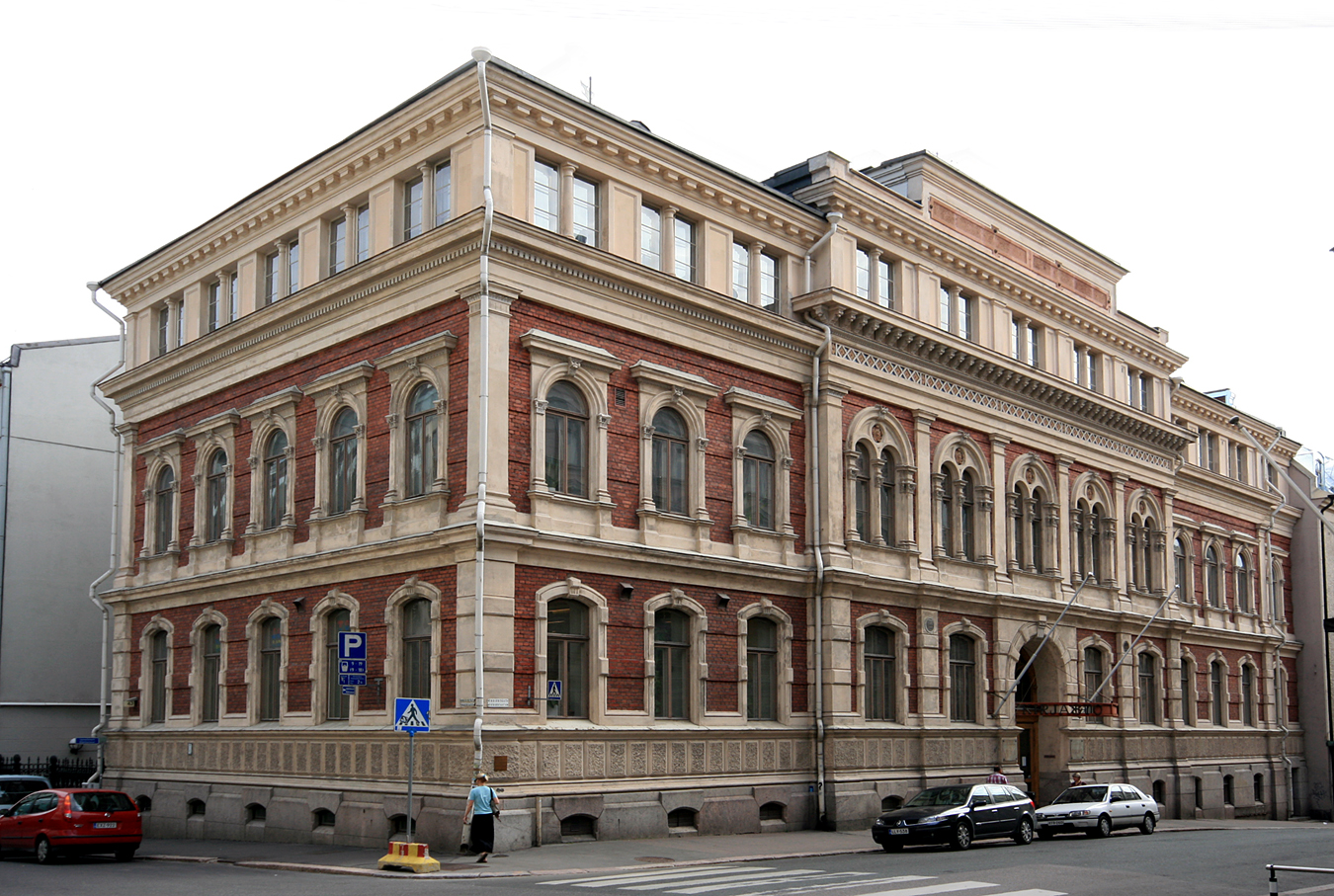
Richardsgatans bibliotek

Richardsgatans bibliotek är ett bibliotek i Helsingfors i stadsdelen Gardesstaden. Biblioteksbyggnaden uppfördes 1881 i nyrenässansstil och det var då Nordens första byggnad som var ritad och uppförd som folkbibliotek. Arkitekten var Theodor Höijer. Fram till år 1986 var biblioteket Helsingfors huvudbibliotek. Under slutet av 1980-talet renoverades byggnaden, bland annat fick interiören sin ursprungliga stil. 